# زلزال بدخشان 2023
ضرب زلزال بقوة 6.5 درجة مقاطعة بدخشان في أفغانستان، على عمق متوسط يبلغ حوالي 187 كـم (116 ميل)، وذلك في 21 مارس 2023. كان مركز الزلزال السطحي 40 كـم (25 ميل) جنوب شرق جورم.

## الهزة الأرضية
أفادت هيئة المسح الجيولوجي الأمريكية أن قوة الهزة بلغت 6.5 درجة، بينما قالت إدارة الأرصاد الجوية الباكستانية إن الزلزال بلغت قوته 6.8 درجة.  في البداية، كان تقدير قوة الزلزال غير دقيق، حيث أبلغ عن 7.7 درجة شعر بالاهتزاز ب\حوالي 285 مليون شخص في باكستان والهند وأوزبكستان وطاجيكستان وكازاخستان وقيرغيزستان وأفغانستان وتركمانستان، حيث امتد مدى الشعور به على مساحة 1,000 كـم (620 ميل)، وفقًا لمركز رصد الزلازل الأوروبي المتوسطي. 

## التأثير

### أفغانستان
قُتل ما لا يقل عن 10 أشخاص وأصيب 80 آخرون، ودُمر أكثر من 665 منزلًا في تسع مقاطعات في أفغانستان.  لقي شخصان مصرعهما وأصيب 25 آخرون وانهار 22 منزلاً في ولاية لغمان.   وفي محافظة تخار، انهار 20 مبنى وتوفي شخص وأصيب خمسة آخرون.  وفي مقاطعة بنجشير، لحقت أضرار بالغة بثلاثة مبانٍ وأصيب ثلاثة أشخاص. وفي إقليم بدخشان، حيث كان مركز الزلزال، أصيب شخص واحد، ودُمر 70 مبنى، ولحقت أضرار بـ 50 مبنى.  وفي مقاطعة كابول، لقي شخص مصرعه ودمر منزل آخر.  وانهارت خمسة منازل في إقليم ننجرهار. 

### باكستان
شعر السكان بالزلزال في اسلام اباد وروالبندي ولاهور وكويتا وبيشاور. في منطقة سوات، خيبر بختونخوا، قُتل شاب جراء انهيار جدار وتضرر مركز للشرطة.  كما لقي أشخاص مصرعه بسبب انهيار جدران في المنطقة. في منطقة سوات، حدث انقطاع للتيار الكهربائي وأضرار بالغة وأصيب 250 شخص.   في المنشيرا، توفيت امرأة بنوبة قلبية. وفي منطقة دير السفلى، لقي شخص مصرعه في تدافع مرتبط بالزلزال، وقتل رجل وامرأة بسبب انهيار الجدران، وأصيب 43 شخصًا لأسباب مختلفة.   أُغلق طريق كاراكورام السريع بسبب انسداد جرّاء الانهيارات الأرضية. وفي إسلام أباد، توفي شخص إثر نوبة قلبية ولحقت أضرار بمبنى سكني متعدد الطوابق.  ووقعت أيضا حالة وفاة في منطقة باجور. تضررت مبان في روالبندي، بما في ذلك ستة مبانٍ اعتبرت معرضة لخطر الانهيار وجرى إخلاؤها. وأصيب شخصان وفقد اثنان آخران في المدينة بسبب الذعر.  في أبوت آباد، توفي شخص من الذعر والخوف. في منطقة مردان، انهار جدار مركز للشرطة، مما تسبب في إصابة. وأصيب خمسة أشخاص في منطقة سوابي. انهارت عشرات المنازل وأصيب 40 شخصاً في منطقة بونير. 

### الهند
شعر الناس بالهزات الأرضية الناجمة عن الزلزال في أجزاء من شمال الهند، ولا سيما في جامو وكشمير، والبنجاب، وهيماشال براديش، وهاريانا، وراجستان، وأوتارانتشال، ومنطقة العاصمة الوطنية.  حدثت اضطرابات في الكهرباء وخدمات الهاتف المحمول في بعض أجزاء جامو وكشمير.  أصيبت امرأة بعد انهيار منزلها في بونش، وأُبلغ عن تصدعات في منازل أخرى وانهيار جدار في البلدة وفي ناوشيرا المجاورة.   وردت أنباء عن حدوث تشققات في بعض المنازل في سرينجار عاصمة الولاية. في دلهي، أبلغ عن تصدّع وتشقق بعض المباني.

### بلدان أخرى
في مقاطعة روداكي في طاجيكستان، تضرر منزل وأخلي من سكانه. على الرغم من شدته المعتدلة نسبيًا، فقد ألحق الزلزال أضرارًا بمبنى شاهق في شيمكنت في كازاخستان، تمثّلت في حدوث شقوق على الجدران وتساقط الجص. 

## أنظر أيضاً
- قائمة الزلازل في عام 2023
- قائمة الزلازل في باكستان
- قائمة الزلازل في أفغانستان
- قائمة الزلازل في الهند
- زلازل هندو كوش 2002
- زلزال هندو كوش 2015

### ملحوظات
1. ↑  عشرة قتلى و80 جريحاً في أفغانستان، 11 قتيلاً و343 جريحاً في باكستان، جريح واحد في الهند.